# Erateina antipodaria
Erateina antipodaria är en fjärilsart som beskrevs av Max Joseph Bastelberger 1908. Erateina antipodaria ingår i släktet Erateina och familjen mätare. Inga underarter finns listade i Catalogue of Life.